# Walter T. Kelley
Walter T. Kelley (* 1897 in Sturgis, Michigan; † 22. August 1986 in Grayson County, Kentucky.) war ein amerikanischer Imker, der in Clarkson, Kentucky, eine große Bienenzubehör- und Königinzuchtfirma gründete (Kelley Beekeeping Company). Er erfand auch einige Produkte im Imkereibedarf, die bis heute verwendet werden. Kelley schrieb auch als praktisch orientierter Autor ausführlich über Imkerei und veröffentlichte die Bienenzeitschrift Modern Beekeeping und das Standardwerk für amerikanische Bienenzüchter: How to Keep Bees and Sell Honey.

## Jugend und Ausbildung
Walter T. Kelley wurde im Jahre 1897 in Sturgis (Michigan) geboren.
Seinen ersten Kontakt mit Bienen hatte er mit 10 Jahren, als er einen Bienenschwarm beobachtete, der sich in einem Baum auf dem Schulhof niederließ. Ein zufällig anwesender Imker erklärte ihm, dass ein Schwarm im Juli keinerlei Überlebenschance habe, weil im Süden von Michigan bereits Mitte September der erste Frost eintritt und somit Schwärme nicht genug Zeit hätten, sich auf den Winter vorzubereiten.
Kelleys Vater baute aus einer Holzseifenkiste eine Unterkunft für den Schwarm und der Nachbar schüttelte ihn in die Holzkiste hinein; der Schwarm wurde auf den Hof der Kelleys mitgenommen. Der erste Frost erfolgte erst spät in diesem Jahr und die Bienen überlebten. Kelley las in dieser Zeit viel Literatur über Bienen und konnte durch die Gründung von Ablegern sein Bienenbestand deutlich erhöhen.
Kelley begann sein Studium der Bienenkunde an der Michigan State University. Er brach jedoch kurzfristig das Studium ab, um sich 1918 beim United States Army Signal Corps einzuschreiben. Er wurde jedoch innerhalb weniger Monate aus dem aktiven Dienst entlassen und ausgemustert. Somit kehrte er an die Universität zurück. Im Jahre 19191 schloss Kelley sein Studium mit einem Bachelorabschluss in Bienenkunde ab. Er arbeitete anschließend für das USDA, bis er 1924 hauptberuflich Bienen in Houma hielt.

## Zeit als Unternehmensgründer

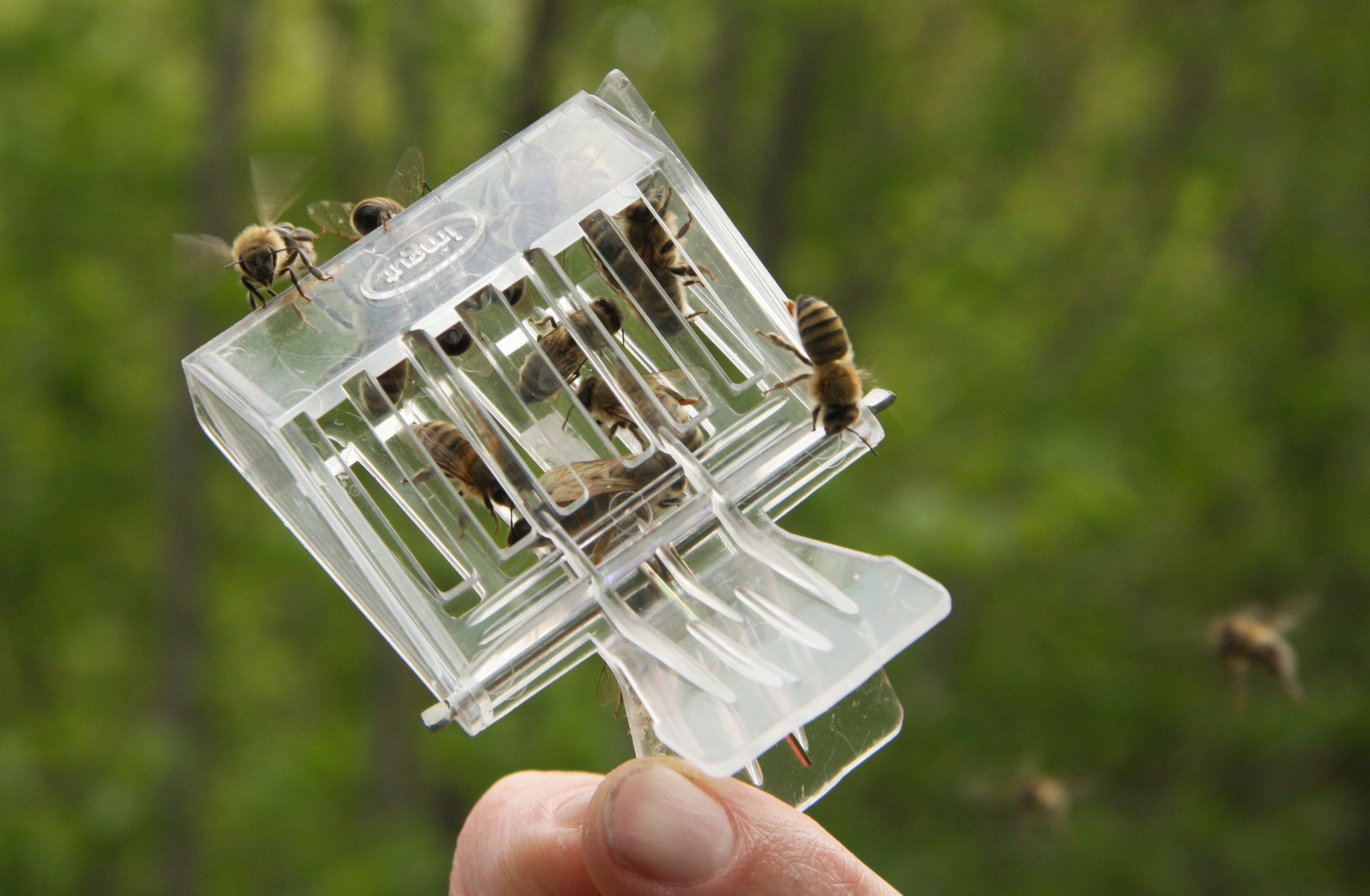
Gefangene Bienenkönigin mit Arbeitsbienen. Dieser von Kelley erfundene Bienenkäfig besitzt im Eingangsbereich ein Futterteigpropfen.

Im Jahre 1924 begann er, unter dem Namen Gulf Coast Apiaries lokale Bienen und Bienenstöcke zu verkaufen. In Louisiana lernte er seine zukünftige Frau, Ida Babin, kennen. Sie heirateten 1926. Nach dem Börsencrash an der Wall Street im Jahr 1929 entschieden sie sich für eine rentablere Produktion. Durch die steigenden Transportkosten über den Mississippi River entschied sich Kelley, die Firma nach Kentucky zu verlegen. Mit wenig Geld eröffnete er 1934 das Geschäft in Paducah, als The Walter T. Kelley Company. Um eine effektive Werbekampagne zu starten, die die Aufmerksamkeit des Verbrauchers auf sich ziehen würde, kreierte Kelley seinen legendären „Bee Man“. 1938 wurde die Marke „Bee Man“ eingetragen. Er wurde mit den Worten zitiert: „Machen Sie sich zum Narren, und die Leute werden sich an Sie erinnern.“
Im November 1952 verlegte Kelley seine Firma 160 Meilen nach Clarkson (Kentucky), wo sie heute noch fortbesteht.
Seine Frau Ida Kelley starb 1978. Walter Kelley war bis wenige Monate vor seinem Tod im Jahr 1986 sehr aktiv im Tagesgeschäft seiner Firma beteiligt. Im hohen Alter öffnete er die tägliche Post, diktierte Briefe, telefonierte und bestellte Rohstoffe für den Fabrikbetrieb.
Er starb am 22. August 1986 in Grayson County, Kentucky.

### Erfindungen und Produkte
Er verkaufte langlebige Zypressenstöcke und verschiedene Holzwaren für den Imkereibedarf, die ursprünglich in Louisiana und später in seiner Fabrik in Kentucky produziert wurden. Er erfand u. a. belüftete Bienenhandschuhe (1938), ein drahtgebundenes Fundament (1939), einen speziellen Königinnenkäfig, sowie Kunststoff-Bodenbretter.
Zu Kelleys Geschäft gehörte auch eine 400 Hektar große Zuchtfarm für Bienen und Königinnen in Cade, Louisiana. In seiner wirtschaftlichen Blüte beherbergte das Unternehmen dort rund 1500 Bienenvölker. Er verkaufte Königinnen und Ersatzbienen in ganz Nordamerika. Nach 85 Jahren beliefert das Unternehmen noch heute Imkerbedarf landesweit.

#### Königinenkäfig
Eine von Kelleys innovativsten Erfindungen war ein Königinenkäfig, der die neue Bienenkönigin für ein Bienenvolk langsam integrierte. Manchmal töten die Bienen eines bereits bestehenden Volkes die neue Königin, weil sie sie als Eindringling sehen. Deshalb hat Kelley einen Käfig entwickelt, um den Übergang zu erleichtern. Der handgrosse rechteckige Käfig ist für eine Bienenkönigin und etwa fünf Arbeiterbienen ausgelegt. Der Eingang ist mit einem zuckerhaltigen Teig verschlossen. Arbeiterbienen innerhalb und außerhalb des Käfigs fressen die „Süßigkeiten“, wie Kelley es nannte, und gewöhnten sich an den Geruch der neuen Königin, während sie den Teig fressen. Wenn sie sich bis zur Königin durchgefressen haben, kennen die Arbeiterbienen ihren typischen Geruch und akzeptieren die neue Königin eher in ihrer Mitte.

## Autor von Lehrbüchern
Walter T. Kelley war ein produktiver und begeisterter Autor von Fachliteratur über die Imkerei, einschließlich seiner 1944 gegründeten Zeitschrift „Modern Beekeeping“ und seinem Standardwerk How to Keep Bees and Sell Honey („Wie man Bienen hält und Honig verkauft“) aus dem Jahr 1978.

## Soziales Engagement
Walter T. und Ida Kelley waren wichtige Spender des Twin Lakes Regional Medical Center in der Nähe von Leitchfield. Es wurde ein Flügel des Krankenhauses ihnen zu Ehren benannt.